# ルックダウン能力
ルックダウン能力とは、レーダーシステムの持つ一つの能力を示す用語である。これはレーダーで水平線より下を捜索するときに、移動中の空中標的の探知、追尾を行い、自身の兵装を誘導可能な場合に言われる能力である。この項目では関連の強いシュートダウン能力についても解説する。

## 概念
機上レーダーの遭遇した技術上の問題とは、レーダーを地表へと指向し「見下ろした」際に、地形から反射されるような膨大な反射波に直面しつつも、レーダーへの小さな反射波、例としては航空機や標的のようなそれを継続的に識別することだった。地表はレーダーの発射する電磁波を強く反射する。このとき標的はレーダーの発射波を継続的に弱く反射しており、レーダー画面上に混乱したクラッターを引き起こす。こうした、増幅された地表のクラッターから、低空飛行する航空機のレーダー図像を分離するのは困難であるか不可能である。
可視光線による観測、すなわち肉眼であれば、地表面と対象物を色と明るさで区分できる。しかしレーダーに用いる電磁波は可視光線よりも波長が長いため、色と明るさの異なる物体を関知するほどの分解能が無い。くわえて地表面における膨大な電磁波の反射は、肉眼に喩えれば、光の反射が多く眩しくて正視できない状況と似るといえる。
機上レーダーが、こうした問題を避ける唯一の方法は地表へレーダーを指向しないことである。しかしこれはレーダーから隠れうる、水平線の付近と水平線よりも下方における脆弱（ぜいじゃく）な範囲を作り出す。
1980年代になるとパルス・ドップラー・レーダーの使用と、周波数領域の信号処理と時間領域の信号処理技術を組み合わせることで、こうした脆弱さを取り除く方法が確立した。つまり、地表面と地表近くを飛行する対象物は速度が異なるため、ドップラー効果により反射されたレーダー波の波長が異なり、その異なる波長の反射波のみを抽出するのである。肉眼に喩えれば、特定の色のついたサングラスを装着する事で眩しさを防ぎ、かつサングラスと異なる色の光のみを関知する方法と似ると言える。

### ルックダウン能力
機上レーダーの電磁波は全ての面において発射され、これには下方も含まれる。ルックダウン能力とは、下方からの自機と同じ速度で接近する地表や停止している物体からの反射波と効果的にクラッターとを除去する技術の採用により、下方の目標を探知することができる能力である。軍用機がこの能力を欠くとき、水平線付近と下方からの攻撃に対して盲目となる。上述の通り地表面と対象物の区別は反射波の波長により行うので、地上を高速で走行する物体、例えば高速道路上の自動車を捕捉した例もある。

### シュートダウン能力
シュートダウン能力とは、機上レーダーが下方の目標を探知した後、その目標に対して照準を合わせて攻撃する能力であり、機関砲やミサイルなどの兵装を、その目標に対して使用する。こうした能力は、ルックダウン能力を持つ機上レーダーか、もしくはセミアクティブ・レーダー・ホーミングのように、示された目標を追尾するための、兵装自身に搭載されたレーダーの両方とに依存している。

### ルックダウン/シュートダウン能力
これらの能力を持つレーダーは、レーダー図像の処理と移動目標の捜索を行う電子的なプログラムによって強化されている。これはレーダー反射波中のドップラー偏移を見つけ出して索敵するものである。（参照・移動目標識別、英語版）こうしたレーダーは、地形や建造物のようなすべての移動しない目標を画面から除去し、移動する目標のみを表示する。このレーダーを火器管制装置と連動させることで、ひとたび移動目標を探知した際には、照準のための情報を兵装へと提供できる。
ルックダウン/シュートダウン能力を持つレーダーは、軍用機に対し、自身より低空を飛行する目標と交戦する能力を付与する。これは非常に望ましいもので、戦闘機は高度の優位によって戦術的に有利な位置を保持しつつ、索敵と目標の攻撃を行うことができる。

## 歴史
実用的なパルス・ドップラー信号処理には、1970年代初期に利用可能となった高性能な軽量固体素子コンピューターによるレーダーシステムを搭載した最初の軍用機はF-4ファントムである。しかし、1976年のベレンコ中尉亡命事件では、スクランブルした航空自衛隊のF-4EJのルックダウン能力では低空で侵入するヴィクトル・ベレンコ（当時ソ連防空軍中尉）が搭乗するMiG-25を探知できなかったため、後継機のF-15にはより強力なルックダウン能力が要求された。
アメリカ空軍のチャールズ・ホーナー大将は1991年の湾岸戦争中に行われた連合空爆作戦について語っており、F-15が搭載したようなルックダウン/シュートダウン能力を持つレーダーについて「戦争中の最初の3日間で制空権が大きく争われた際、通常イラク軍の航空機は離陸し、主脚を引き上げ、それから吹き飛ばされたに過ぎなかった」と解説した。